# Computer-aided process planning
Il Computer-aided process planning (CAPP) è uno strumento informatico utilizzato nelle fasi di produzione industriale. Esso è capace di leggere le informazioni di prodotto, di processo e di sistema, utilizzando a sua volta software di modellazione geometrica (CAD), software di trasformazione in linguaggio per macchine utensili (CAM), al fine di determinare sistematicamente i metodi migliori con i quali un prodotto deve essere realizzato. 
L'output della funzione di pianificazione è una sequenza comprendente:
- la descrizione dei processi;
- la scelta dei parametri di lavorazione;
- la selezione dei possibili strumenti (lavoro manuale, macchina utensile, robot industriale).

La pianificazione del processo di produzione con l'ausilio del computer può seguire tre approcci diversi:
- Variant approach: sostanzialmente analogo a quello manuale, il computer viene utilizzato per gestire i dati (Group technology)
- Generative approach: il process plan è generato automaticamente dalle specifiche del prodotto finito, che includono disegni di dettaglio, informazioni su materiali, processi speciali, istruzioni per la verifica
- Knowledge-based: il process plan è creato da un'intelligenza artificiale costituita da un sistema esperto cioè capace di imparare dall'esperienza